# Уильямс, Линн
Линн «Красный» Уильямс (англ. Lynn «Red» Williams) — американский актёр, игрок в американский футбол.

## Биография и карьера
Линн Уильямс родился в 1963 году в Омахе, штат Небраска, США. Окончил старшую школу Сан-Педро, затем обучался в Канзасском университете, где играл в американский футбол.
В 1986 году Линн, получивший прозвище «Red» (рус. Красный, Рыжий), играл за команду «Лос-Анджелес Рэмс», а позднее за «Сан-Диего Чарджерс». В 1988 году Линн получил травму спины и ему пришлось покинуть профессиональный футбол.
В 1991 году племянник Линна Дэррил был застрелен спецназом (28 выстрелов в спину) в Южном Централе, одном из неблагополучных районов Лос-Анджелеса.
В 1992 году Уильямс прошёл кастинг на роль Сейбера в популярной телевизионной программе «Американские гладиаторы», обойдя 600 других претендентов. Персонаж был введён в шоу в 4 сезоне и имел некоторую популярность, даже появился в качестве приглашённой звезды в ситкоме «Дела семейные». В 1996 году Линн получил травму и ему пришлось уйти из программы.
Однако, благодаря роли в «Гладиаторах», в 1997 году Уильямс был приглашён на роль Джакса в фантастическом боевике «Смертельная битва 2: Истребление», который является экранизацией игры Mortal Kombat 3. В 2000 году актёр повторил эту роль в низкобюджетном видеофильме «Смертельная битва: Федерация боевых искусств», после чего пропал с экранов.
В 2000-х годах работал тренером по футболу в школе Чадвик в Калифорнии.
В 2008 году должен был сняться в фильме «Невероятный Халк», но его персонаж был убран из сценария до начала съёмок.
В 2011 и 2013 годах принимал участие в озвучивании игр Saints Row: The Third и Saints Row IV.

## Личная жизнь
Женат на Ронде Уильямс, есть трое детей: сыновья Линн Эрик II и Лоуэлл Дуэйн и дочь Лорен Николь.

## Фильмография
| Год       |   | Русское название                             | Оригинальное название                     | Роль                     |
| --------- | - | -------------------------------------------- | ----------------------------------------- | ------------------------ |
| 1992—1996 | с | Американские гладиаторы                      | American Gladiators                       | Сейбер                   |
| 1993      | с | Отступник                                    | Renegade                                  | Роберт «Скандал» Джексон |
| 1997      | ф | Смертельная битва 2: Истребление             | Mortal Kombat: Annihilation               | Джакс Бриггс             |
| 2000      | в | Смертельная битва: Федерация боевых искусств | Mortal Kombat: Federation of Martial Arts | Джакс Бриггс             |